# 歌利亚氏蜥
歌利亚氏蜥（學名：Gallotia goliath），又名加那利島蜥蜴，是分佈在加那利群島特内里费岛的一種蜥蜴，目前已经灭绝。化石在岛上的火山洞穴被发现。该物种长度可以达到120至125厘米，虽然这是可能的，他们可能是更大的标本。

## 图集

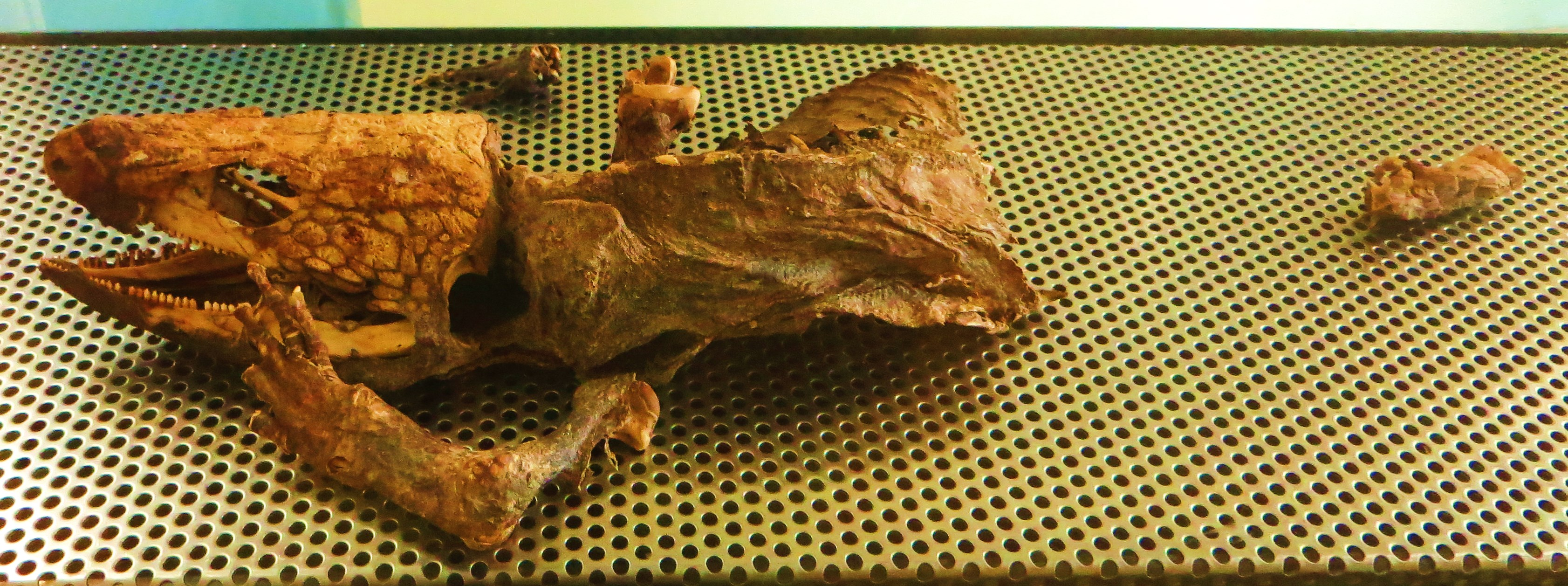
自然与人类博物馆中风干的标本
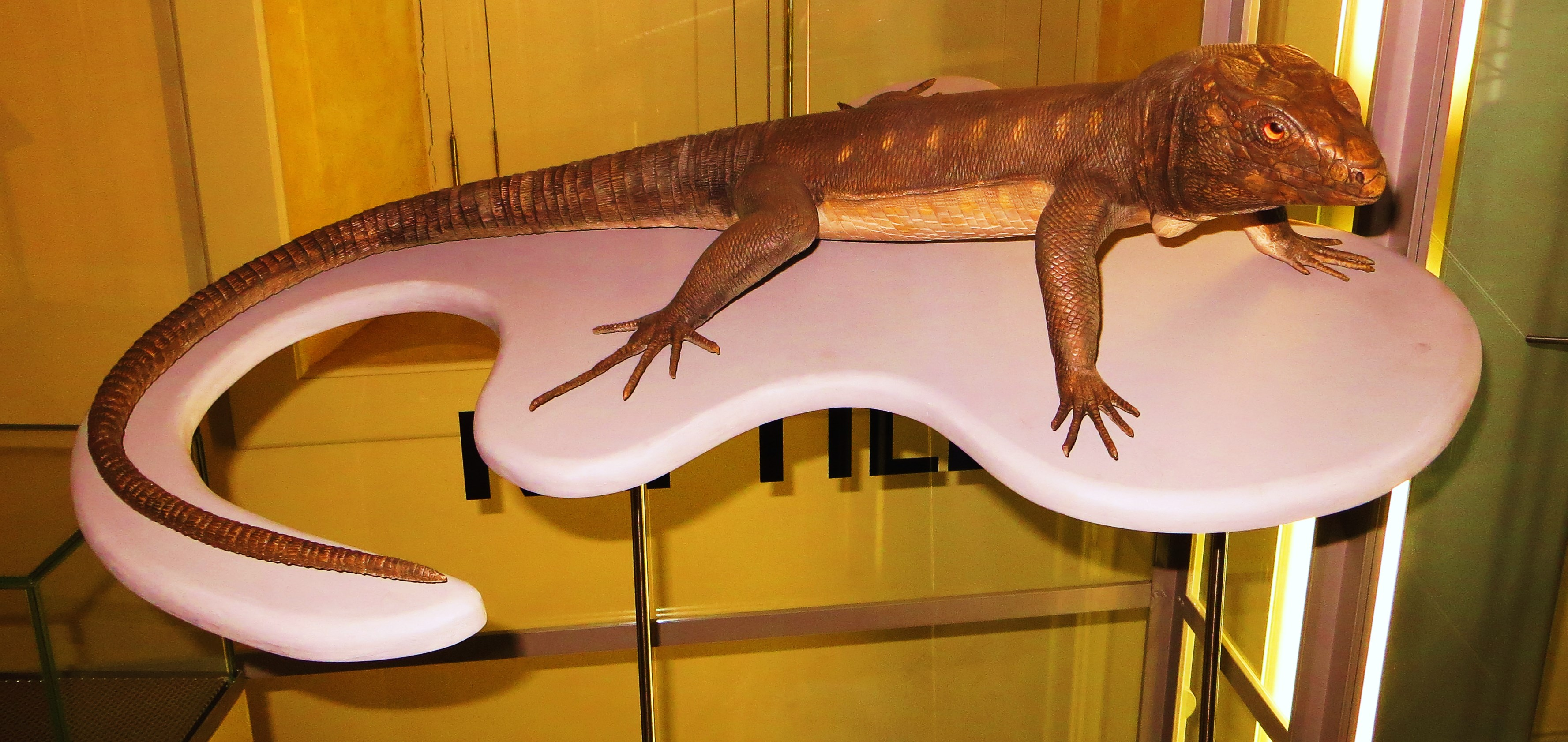
自然与人类博物馆中的模型